# Erik Rotheim

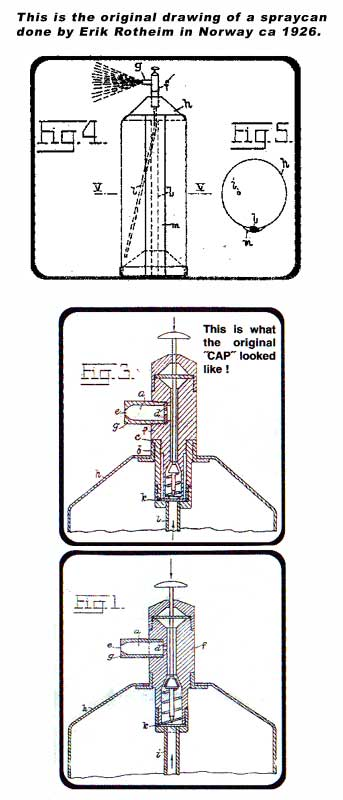
Konstruktionszeichnung zu einer Sprühdose, angefertigt von Erik Rotheim, um 1926.

Erik Andreas Rotheim (* 19. September 1898 in Kristiania; † 18. September 1938 in Oslo) war ein norwegischer Ingenieur und Erfinder der Sprühdose.
Anlass zu dieser Erfindung waren Überlegungen Rotheims, ob es nicht möglich wäre, das Einwachsen seiner Skier technisch besser zu gestalten. Er erfand schließlich eine Dose, die zusätzlich zum eigentlichen Wirkstoff sehr viel Gas als Treibmittel enthielt. Der Überdruck im Behälter setzte den Anwendungsstoff nach Öffnen des Verschlusses rasch frei. Am 9. Februar 1926 war seine Erfindung abgeschlossen und funktionierte einwandfrei.  Seine Idee ließ sich Rotheim durch Patentanträge schützen, so in Norwegen am 8. Oktober 1926 oder in den USA am 30. September 1927 (US-Patent 1.800.156). Am 9. Oktober 1927 gab es in Deutschland bereits das Patent für ihn.
Bis zur heutigen Sprühdose war allerdings noch eine weitere Wegstrecke zurückzulegen. Rotheims erste Sprühdosen wurden wegen ihrer Schwere durch eine dicke Behälterwand als unhandlich empfunden und hatten den Nachteil, dass eine punktgenaue Dosierung noch nicht möglich war. Der Inhalt der ganzen Dose entleerte sich nach Betätigen des Ventils. Obwohl Rotheim mit der norwegischen Lackfabrik Alf Bjercke 1928 eine wirtschaftliche Verwertung für Lacke anging, blieb die Erfindung zunächst erfolglos. Erst nach Rotheims Tod begann der Siegeszug der Sprühdose. Sie wurde in den 1940er Jahren nach Verbesserungen des zugrunde liegenden Prinzips am Sprühkopf durch die US-Amerikaner Lyle D. Goodhue, William N. Sullivan und Robert Abplanalp eine akzeptierte Hilfe der Menschheit, zunächst bei der Insektenbekämpfung, später in verschiedenen weiteren Anwendungen.